# Brock Radunske
Brock Radunske, 브락 라던스키? (Kitchener, 5 aprile 1983), è un ex hockeista su ghiaccio canadese naturalizzato sudcoreano, di ruolo attaccante.

## Carriera

### Club
Fu scelto al Draft NHL 2002 dagli Edmonton Oilers al terzo giro (79º assoluto), quando militava nella squadra della Michigan State University, ma non arriverà mai a giocare in NHL. Per tre stagioni giocò con squadre satellie tra American Hockey League (Edmonton Road Runners e Grand Rapids Griffins) ed ECHL (Greenville Grrrowl e Stockton Thunder), prima di trasferirsi in Europa.
Giocò infatti tre incontri in Lega Nazionale A con l'HC Davos al termine della stagione 2006-2007, ma senza prendere parte ai play-off.
Nella stagione successiva passò nella Deutsche Eishockey-Liga, con la maglia degli Augsburger Panthers.
A partire dalla stagione 2008-2009, si è accasato in Asia League Ice Hockey con i coreani Anyang Halla, con cui ha vinto quattro volte il titolo (2009–2010, 2010–2011, 2015-2016 e 2017-2018).

### Nazionale
Dopo cinque anni in Corea del Sud ha acquisito la cittadinanza e, a partire dal 2013 è divenuto eleggibile per la nazionale, con cui ha disputato i mondiali di prima divisione del 2013. È stato il primo giocatore naturalizzato senza ascendenti sudcoreani a giocare con la nazionale della Corea del Sud.
Ha poi giocato anche altre tre edizioni del mondiale cadetto, ottenendo nell'edizione 2017 la promozione nel mondiale élite successivo.
Nel 2018 ha giocato sia il mondiale maggiore che il torneo olimpico di Pyeongchang 2018.

## Palmarès

### Club
- Asia League Ice Hockey: 4

Anyang Halla: 2009-2010, 2010-2011, 2015-2016, 2017-2018